# Amenemope (mitologia egizia)
Amenemope
Amenemope fu un faraone nel Terzo Periodo Intermedio.Il regno di Amenemope regnò fino al 984 a.c e fu un faraone della ventunesima dinastia egizia, fu probabilmente figlio di Psusennes I e della regina Mutnodjment. La tomba del Faraone Amenemope si trovava nella Necropoli di Tani.
[./Https://www.analisidellopera.it/maschera-funeraria-di-amenemope/ Collegamento]
1. ↑   ADO, su ADO Analisi dell'opera. URL consultato il 20 agosto 2025.